# Chromis hanui
Chromis hanui är en fiskart som beskrevs av Randall och Swerdloff, 1973. Chromis hanui ingår i släktet Chromis och familjen Pomacentridae. Inga underarter finns listade i Catalogue of Life.